# Assedio di Hiuchi
L'assedio di Hiuchi (火打城の戦い?, Hiuchi-jō no tatakai) fu un fatto d'armi del terzo anno della guerra Genpei, nel quale i Taira assediarono e conquistarono la fortezza del monte Hiuchi (in giapponese Hiuchiyama), difesa dalle forze Minamoto.

## Antefatto
Durante i primi anni di guerra Minamoto no Yoshinaka aveva radunato un esercito nella provincia di Shinano e aveva occupato le province Taira di Shinano, Echigo, Etchū, Kaga ed Echizen. A causa della grande carestia scoppiata in Giappone nel 1181, che colpì pesantemente le terre dei Taira, le ostilità furono sospese per più di un anno. La situazione migliorò nel 1183 e i Taira riformarono un esercito radunando le loro forze gravemente ridotte dalle battaglie e dalla carestia, e reclutando altri guerrieri tra i contadini dalle loro terre a rischio di un'ulteriore carestia. Il 10 marzo l'esercito Taira, forte di circa 40 000 uomini, lasciò Kyoto, al comando di Taira no Koremori, e marció su Echizen.
La fortezza di Hiuchi era una delle fortezze occupate dai Minamoto a Echizen, in cui si trovava lo stesso Minamoto no Yoshinaka con buona parte delle sue truppe. Sebbene fosse formata da palizzate di legno, sorgeva sulla cima del ripido monte omonimo (Hiuchiyama), inoltre i difensori avevano costruito una diga sul vicino fiume Hino allargando la piana ai piedi del colle e creando un fossato. Questi fattori combinati rendevano la fortezza facilmente difendibile.

## L'assedio
Le forze di Koremori posero l'assedio alla fortezza per circa i due mesi di aprile e maggio. La situazione di stallo fu sbloccata da uno dei difensori che, fedele ai Taira, scoccò nel loro campo una freccia con avvolto un messaggio rivelandogli come deviare nuovamente il corso del fiume. Non appena il lago artificiale che circondava Hiuchiyama fu drenato, i Taira poterono scalare la montagna e attaccare la fortezza, che catturarono grazie alla superiorità numerica.
La vittoria, che non fu decisiva in quanto Yoshinaka con più di 5000 guerrieri riuscì a fuggire e a ritirarsi a nord, portò alla riconquista Taira di Echizen e Kaga, e alla presa di tutte le fortezze Minamoto nella zona. Successivamente Koremori proseguì con la campagna, trovandosi nuovamente faccia a faccia con le forze di Yoshinaka nella battaglia di Kurikara, dove subirà una durissima sconfitta.